# Constitution de l'État libre de Saxe
La Constitution de l'État libre de Saxe du 27 mai 1992 (Verfassung des Freistaates Sachsen vom 27. Mai 1992, SächsVerf) est la constitution promulguée le 27 mai 1992 pour le Land de Saxe. Elle avait été adoptée le 26 mai par le Landtag agissant en tant qu’assemblée constituante et est entrée en vigueur le 6 juin de la même année. En 2007, elle n’a jamais été révisée.

## Organes
- Landtag de Saxe
- Gouvernement d’État de Saxe
- Cour constitutionnelle de l'État libre de Saxe